# Rattus lugens
Rattus lugens är en däggdjursart som först beskrevs av Miller 1903.  Rattus lugens ingår i släktet råttor, och familjen råttdjur. IUCN kategoriserar arten globalt som starkt hotad. Inga underarter finns listade i Catalogue of Life.
Denna råtta förekommer på Mentawaiöarna som ligger väster om Sumatra. Arten iakttogs senast för mer än 100 år sedan. Det är inte känt om Rattus lugens fortfarande existerar. Habitatet utgörs av tropiska städsegröna skogar.